# STS-51
La STS-51 è una missione spaziale del Programma Space Shuttle.

## Equipaggio
- Comandante: Frank Culbertson (2)
- Pilota: William Readdy (2)
- Specialista di missione 1: James H. Newman PhD (1)
- Specialista di missione 2: Daniel Bursch (1)
- Specialista di missione 3: Carl Walz (1)

Tra parentesi il numero di voli spaziali completati da ogni membro dell'equipaggio, inclusa questa missione.

## Parametri della missione
- Massa:
  - Navetta al rientro con carico utile: 92.371 kg
  - Carico utile: 18.947 kg
- Perigeo: 300 km
- Apogeo: 308 km
- Inclinazione: 28,45°
- Periodo: 90,6 minuti

### Passeggiate spaziali
- Newman e Walz - EVA 1
  - Inizio EVA 1: 16 settembre 1993 - 8:40 UTC
  - Fine EVA 1: 16 settembre 1993 - 15:45 UTC
  - Durata: 7 ore e 5 minuti

## Eventi di rilievo
Durante questa missione è stato messo in orbita il Satellite per le Comunicazioni a Tecnologia Avanzata (ACTS). Questo satellite servirà da prova su strada di concetti e tecnologia sperimentali avanzate per la comunicazione satellitare. Il suo ultimo stadio (Transfer Orbit Stage, TOS) si attivò con puntualità 45 minuti dopo la messa in orbita e portò il satellite ad un'altezza geosincrona durante il primo giorno di missione.
Il primo tentativo di mettere in orbita l'ACTS fu ritardato dall'equipaggio quando vennero perse le comunicazioni bilaterali con il Controllo Missione, circa 30 minuti prima del momento del posizionamento. I controllori di volo riuscivano a ricevere la telemetria e le comunicazioni voce dal Discovery, ma l'equipaggio non riusciva a ricevere le comunicazioni da terra. L'equipaggio depennò il posizionamento delle 14:43 quando non ricevette il "via" dal Controllo Missione come pianificato dai progetti pre-volo, preparati appositamente per questa eventualità.
Dopo l'esclusione della messa in orbita, l'equipaggio portò il sistema di comunicazione S-Band su una frequenza più bassa e riaprì le comunicazioni bilaterali con il suolo. Le comunicazioni bilaterali erano andate perse per un totale di circa 45 minuti. Dopo essersi consultati con l'equipaggio, i controllori di volo iniziarono immediatamente a preparare il secondo posizionamento, questa volta con successo.